# District de Hải Hà
Hải Hà est un district rural de la province de Quảng Ninh dans la région du Nord-est du Vietnam.

## Présentation
Le district a une superficie de 495 km2. 
Le chef-lieu du district est Quảng Hà.